# Гендерне нормування
Гендерне нормування ― це практика коригування фізичних тестів для жінок, щоб досягти недискримінації при прийомі на роботу.

## На практиці
У справі Bauer v. Лінч, Апеляційний суд США у четвертому окрузі визнав, що гендерні норми допустимі відповідно до Розділу VII Закону про громадянські права 1964 року, який охоплює дискримінацію у сфері зайнятості.
Армія США прийняла гендерне нормування у Військовій академії США, назвавши його системою «еквівалентної підготовки». Мета полягає в забезпеченні балансу в посадах для чоловіків та жінок, і вимагає, щоб жінки проходили менш важкі фізичні випробування для досягнення однакового рейтингу придатності.

## Контроверсія
Девід Брінклі, заступник начальника штабу з операцій Командування з навчання та доктрини армії США, повідомив агентству AP «чоловіки не хочуть знижувати стандарти, тому що вважають це ризиком для своєї команди», а «жінки не хочуть знижувати стандарти, тому що хочуть, щоб чоловіки знали, що вони так само здатні, як і вони, виконувати те ж завдання».